# Strawbs Concert Classics
Concert Classics is een live muziekalbum van de Britse band Strawbs. Het zijn opnamen voor de British Broadcasting Corporation voor een gecombineerde televisie/radio-uitzending op 18 februari 1978. Het is de eerste opname met Andy Richards aan de toetsen. Concert Classics is de officiële titel, er zijn echter twee bootlegversies in omloop: Live in London en Live in America (dus niet!).

## Musici
- Dave Cousins - zang, gitaar
- Dave Lambert - zang, gitaar
- Chas Cronk - zang, basgitaar
- Andy Richards - toetsen
- Tony Fernandez - slagwerk.

## Composities
| opnamen                      | Concert Classics                    | Live in London                     | Live in America                     |
| ---------------------------- | ----------------------------------- | ---------------------------------- | ----------------------------------- |
| Lay Down                     | Nee                                 | Ja                                 | Nee                                 |
| The last resort              | Ja                                  | Ja                                 | Ja (heet hier Last reason)          |
| Ghosts                       | Ja                                  | Ja                                 | Ja                                  |
| No return                    | Ja                                  | Ja                                 | Ja                                  |
| Heartbreaker                 | Ja                                  | Ja                                 | Ja                                  |
| Sealed with a traitor’s kiss | Nee                                 | Nee                                | Nee                                 |
| Simple visions               | Ja                                  | Ja                                 | Ja                                  |
| Cut like a diamond           | Ja (verstopt achter Simple Visions) | Ja                                 | Ja (verstopt achter Simple Visions) |
| Out in the cold              | Ja                                  | Ja (verstopt voor Round and round) | Ja                                  |
| Round and round              | Ja                                  | Ja                                 | Ja                                  |
| Hero and heroine             | Ja                                  | Ja                                 | Ja                                  |

Live in America heeft nog twee aanvullende tracks van Rick Wakeman en Tony Fernandez: Sagittarius en Aquarius.